# Hajnik János
Hajnik János (Vác, 1811. június 22. – Ceglédbercel, 1887. június 25.) agrárközgazdász, királyi tanácsos, jószágigazgató, gazdasági író. Hajnik Pál rendőrfőnök öccse.

## Élete
Középsorsú nemes szülők gyermeke. Középiskoláit szülővárosában, a jogot a Pesti Egyetemen végezte és egy évi patvaria után 1831-ben az ügyvédi vizsgát letette; de csakhamar oda vágyott, ahova valódi hivatásának elősejtelme ösztönözte, és a mezőgazdaság terére lépett át. 1832-től Károlyi Lajos gróf tótmegyeri uradalmában, a jeles Klauzál Imre vezérlete alatt, szenvedéllyel látott új pályájának gyakorlati és elméleti tanulmányai után és nem sok idő múltán mint önálló tiszt, 1839-ben a rohonci intézet előadó tanára volt, juhtenyésztést és gyapjúismeretet tanított és mint a juhászat körűl kitűnő ismeretekkel bíró intézőt ismerték. 1848-ban Sina György báró érdi uradalma kormányát vette át, s csakhamar magára vonta a közfigyelmet fáradhatatlan szorgalmával s célszerű javításaival. Innét ment Cenkre 1852-ben a nagyhírű Széchenyi István gróf eddig is széphírű gazdaságába, ahol már teljesen önállóan nyúlhatván a keze alatti terjedelmes jószágok kormányzatához, majdnem hihetetlen gyorsasággal vetette meg alapját egy olyan gazdaságnak, mely néhány év múlva egyike lett hazánk legnevezetesebb gazdaságainak. A cenki ekéknek, vetőgépeknek és egyéb gazdasági szereknek ő teremtett roppant kelendőséget; ő volt az, aki első sorban és nyomatékkal szólalt fel a gépek alkalmazása mellett. A cenki cukorgyár keletkezéséhez hozzájárult és egy gazdasági gépgyárat állított fel, mely annyiban különös fölemlítést érdemel, mert abban nemcsak Magyarországon, hanem az egész birodalomban a legelső Garrett-féle sorvetőgépet szerkesztették, amely az 1853. évi bécsi kiállításon az első díjat kapta. De legnagyobb hírű lett a cenki eke, mely angol minta szerint módosítva, a Zugmaier-féle eke utánzata. 1865-ben az akkoriban a belga bank tulajdonában levő gödöllői uradalom vezetését vette át, melyet ezen uradalmak felosztása és eladásaig megtartott. 1868-ban magyar királyi jószágigazgatóvá nevezték ki Temesvárra, mely állásában 1875-ig maradt; ekkor e hivatal feloszlattatván, mint kataszteri felügyelőt Pécsre helyezték át.
Arcképe: kőnyomat Anreiter fest. után kőre rajzolta Dauthage Bécsben, névaláírásával, és Molnár J. rajza s Rohn A. nyomt. Pesten 1858.

## Írásai
Cikkei a Rohonczi Közleményekben (1840. Egy-két szó a gyökeres növények termesztésének hasznairól), a Gazdasági Lapokban (1850-51. Nyilt levél az amerikai szénagyűjtő gereblyét és vontatót illetőleg, Nyilt levél némely gazdasági eszközök és gépek s a takarmány-kezelés ügyében. 1852. Nyilt levél a kettős ekék hasznosságáról, 1853-54. Néhány szó a czenki birtok jelen állapotáról. Gazdasági eszközök és gépek ügyében. Néhány szó a trágyáról általában, különösen a mesterséges trágya fontosságáról, 1855. Nézetek a vetések fogasolásáról, Czenkről is néhány szó a gabna sormívelése érdekében, 1856. Gazdasági állapotok Nagy-Czenken, 1862., 1864-65. Reflexiók Sopronból, Czenki utóhangok, Gödöllői hangok, 1867. A sopronmegyei czukorgyártásnak fokonkénti emelkedése és ennek következtében az ott általánosan emelkedett közjólét és vagyoni gyarapodás, A czukoriparnak hazánkbani fejlődését és jelen állapotát érdeklő levelek, 1868. Még néhány szó a répatermelés költségeiről és ennek néhány módozatairól, Általános eszmék a szellemi és anyagi tőkék hatása felől, tekintettel gazdászati s népességi viszonyainkra, Arad-Temesvár környéke, tekintettel az ottani általános gazdászati viszonyokra és egy-két szó a bérrendszerről, Észrevételek a fogyasztási adó körüli reformok iránt, Nézetek a czukoriparnak hazánkbani gyorsabb fejlődését gátló egynémely akadályok tárgyában, 1872. Gazdasági levelek külföldről, 1873. Gyakorlati útmutatások az okszerű gazdasági üzlet szempontjából a Bánság számára, A Köztelek alapköve letételének emlékére, A rozsda s az ausztráliai buza, Nyilt levél a buzanemesítés tárgyában, A vetőmag nemesítése, 1874. Az 1874. termésről), a Falusi Gazdában (1856. dr. Stöckhard tanár úrhoz sat.), a Magyar Sajtóban (1856. 18. sz. Visszapillantás 1855-re), a Pesti Naplóban (1867. 266. sz. Nehány szó tájékozásúl a hazai czukorgyári mozgalmak érdekében). az Erdészeti és Gazdasági Lapokban (1867. A czukorrépa termeléséről), a Gyakorlati Mezőgazdában (1873. Az ausztráliai buza, 1874. Figyelemreméltó szavak), a Földmívelési Érdekeinkben (1873. Gazdasági irányeszmék, Örvendetes kórjelenségek, 1874.), a Reformban (1873. 165-168. Széchenyi István gróf életéből) sat.

## Munkái
- Praktische Anleitungen zu einem rationellen Wirthschaftsbetrieb im Banat. Temesvár, 1873. (Különnyomat a Neue Temesvarer Zeitungból. Mint temesvári jószágigazgató, tekintettel a délmagyarországi lakosság igényeihez adta ki ezen füzetet, melyet számos példányban osztott ki a kisgazdák között.)
- Gazdasági és nemzetgazdasági dolgozatok. Bpest, 1875. (Fontosabb cikkeinek gyűjteménye).